# SecuROM
SecuROM är/var ett kopieringsskydd skapat av Sony DADC. Det användes oftast inom datorspel för att kontrollera spelets äkthet med hjälp av CD-nyckeln. SecuROM ser även till att spelets CD-nyckel inte används upprepade gånger. Tidiga versioner autentiserade och aktiverade spelet var tionde dag. På grund av det uppstod massiv kritik, vilket bidrog till att senare versioner endast aktiverade spelet en gång, direkt efter installationen.
Skyddet har följt med spelen Bioshock, Fallout 3, Dirt 2, Mass Effect och Spore med flera, ofta utan att informera köparna.